# Gran Premi d'Àustria del 2000
Resultats del Gran Premi d'Àustria de Fórmula 1 de la temporada 2000, disputat al circuit de A1-Ring el 16 de juliol del 2000.

## Resultats
| Pos | No | Pilot                 | Equip                  | Voltes | Temps/ Retirada | Pos. de sortida | Punts |
| --- | -- | --------------------- | ---------------------- | ------ | --------------- | --------------- | ----- |
| 1   | 1  | Mika Häkkinen         | McLaren - Mercedes     | 71     | 1h 28' 15. 818  | 1               | 10    |
| 2   | 2  | David Coulthard       | McLaren - Mercedes     | 71     | + 12.535 s      | 2               | 6     |
| 3   | 4  | Rubens Barrichello    | Ferrari                | 71     | + 30.795 s      | 3               | 4     |
| 4   | 22 | Jacques Villeneuve    | BAR - Honda            | 70     | + 1 Volta       | 7               | 3     |
| 5   | 10 | Jenson Button         | Williams - BMW         | 70     | + 1 Volta       | 18              | 2     |
| 6   | 17 | Mika Salo             | Sauber - Petronas      | 70     | + 1 Volta       | 9               | 1     |
| 7   | 8  | Johnny Herbert        | Jaguar - Cosworth      | 70     | + 1 Volta       | 16              |       |
| 8   | 20 | Marc Gené             | Minardi - Fondmetal    | 70     | + 1 Volta       | 20              |       |
| 9   | 16 | Pedro Diniz           | Sauber - Petronas      | 70     | + 1 Volta       | 11              |       |
| 10  | 12 | Alexander Wurz        | Benetton - Playlife    | 70     | + 1 Volta       | 14              |       |
| 11  | 7  | Luciano Burti         | Jaguar - Cosworth      | 69     | + 2 Voltes      | 21              |       |
| 12  | 21 | Gaston Mazzacane      | Minardi - Fondmetal    | 68     | + 3 Voltes      | 22              |       |
| Ret | 23 | Ricardo Zonta         | BAR - Honda            | 58     | Motor           | 6               |       |
| Ret | 9  | Ralf Schumacher       | Williams - BMW         | 52     | Frens           | 19              |       |
| Ret | 15 | Nick Heidfeld         | Prost - Peugeot        | 41     | Col·lisió       | 13              |       |
| Ret | 14 | Jean Alesi            | Prost - Peugeot        | 41     | Col·lisió       | 17              |       |
| Ret | 18 | Pedro de la Rosa      | Arrows - Supertec      | 32     | Caixa canvi     | 12              |       |
| Ret | 19 | Jos Verstappen        | Arrows - Supertec      | 14     | Motor           | 10              |       |
| Ret | 5  | Heinz Harald Frentzen | Jordan - Mugen - Honda | 4      | Pèrdua d'oli    | 15              |       |
| Ret | 3  | Michael Schumacher    | Ferrari                | 0      | Col·lisió       | 4               |       |
| Ret | 6  | Jarno Trulli          | Jordan - Mugen - Honda | 0      | Col·lisió       | 5               |       |
| Ret | 11 | Giancarlo Fisichella  | Benetton - Playlife    | 0      | Col·lisió       | 8               |       |

## Altres
- Pole: Mika Häkkinen 1' 10. 410

- Volta ràpida: David Coulthard 1' 11. 783 (a la volta 67)